# Ogawamachi (Tokyo)
Ogawamachi (小川町) (nom complet: Kanda-Ogawamachi (神田小川町), est un quartier de l'arrondissement Chiyoda à Tokyo. Le quartier est subdivisé en trois chōme. Au 1er mars 2007, la population du quartier était de 875 personnes. Le code postal du quartier est 101-0052.
Kanda-Ogawamachi est situé dans la partie nord de Chiyoda. Le quartier touche Sarugakuchō, Surugadai et Kanda-Awajichō au nord, Kanda-Sudachō à l'est, Kanda-Nishikichō, Kanda-Tsukasamachi et Kanda-Mitoshirochō au sud, et Jinbōchō à l'ouest.
Kanda-Ogawamachi est un quartier commerçant où l'on retrouve de nombreuses boutiques. L'Avenue Yasukuni-Dori abrite plusieurs magasins d'équipement sportif. Vu que Jinbōchō, « quartier latin » de Tokyo comportant de nombreuses librairies, est à proximité, on peut également trouver plusieurs librairies à Kanda-Ogawachi.